# モーリス・ジョーンズ＝ドリュー
モーリス・ジョーンズ＝ドリュー（Maurice Jones-Drew , 1985年3月23日 - ）は、カリフォルニア州オークランド出身の元プロアメリカンフットボール選手。ポジションはランニングバック（RB）。NFLジャクソンビル・ジャガーズ、オークランド・レイダースに所属した。愛称はMJD。

## 経歴

### プロ入り前
カリフォルニア州オークランド出身。産まれた時の名前は「モーリス・クリストファー・ドリュー」だった。
De La Salle High Schoolに進学し、オフェンスではランニングバック、およびリターナーとして活躍。高校時代を通じて約2000ヤード（平均約12ヤード）、26タッチダウンを挙げるかたわら、陸上でも400メートルリレーのメンバーとして州王者に輝いた。また16歳の時には100メートル走で10秒80を記録している。
奨学金を得てUCLAに進むと、2005年シーズンにはパントリターナーとしてNCAA新となる1リターン平均28.5ヤードを記録した。

### プロ入り後
2006年のNFLドラフト2巡でジャクソンビル・ジャガーズに指名された。
2009年、5年3100万ドルの契約を結んだ。フレッド・テイラーがニューイングランド・ペイトリオッツに移籍した後、ジャガーズのエースRBとなり、その年1391ヤードを走った。9月27日のヒューストン・テキサンズ戦では119ヤードを走り3TDをあげて、31-24の勝利に貢献した。
2010年、12月5日のテネシー・タイタンズ戦で自己ベストの186ヤードを走り、5試合連続で100ヤード以上を走った。前年に続いてプロボウルに選ばれたが、ひざの手術のため、出場を辞退、クリス・ジョンソンが代わりに選出された。
2011年1月に左膝の内視鏡手術を受けた。この年、1606ヤードを走り、NFLリーディングラッシャーとなった。
2012年、オフシーズンに残り2年残した契約の見直しを求めてホールドアウトを行った。10月21日のオークランド・レイダース戦で負傷交代、その後故障者リスト入りした。
怪我から復帰した2013年は、15試合に出場したものの803ヤード、自己ワーストとなる平均3.4ヤードに終わった。
2014年3月28日、オークランド・レイダースと3年契約を結んだ。この年、43回のランで96ヤードに終わった。

## 人物
170センチ95キロという、フットボール選手としては小柄な体型だが、大柄の守備選手に当たり負けない力強いランが特徴。
また、2010年シーズンレギュラーシーズン第12週のサンディエゴ・チャージャーズ戦では、パスプレーの際にブリッツに入ったショーン・メリマンをブロックし、仰向けに転倒させたこともある。
母方の祖父母に育てられた。大学時代、UCLAの一員として出場した2005年のローズボウルの最中、試合をスタンドで観戦した祖父が心臓発作で急逝してしまう。その後、育ての親である祖父に敬意を示すため、「モーリス・ジョーンズ＝ドリュー」と改名した。
3児の父。
元NFL選手のT・J・ウォード、テロン・ウォードはいとこである。